# Laxholmen
För andra betydelser, se Laxholmen (olika betydelser).

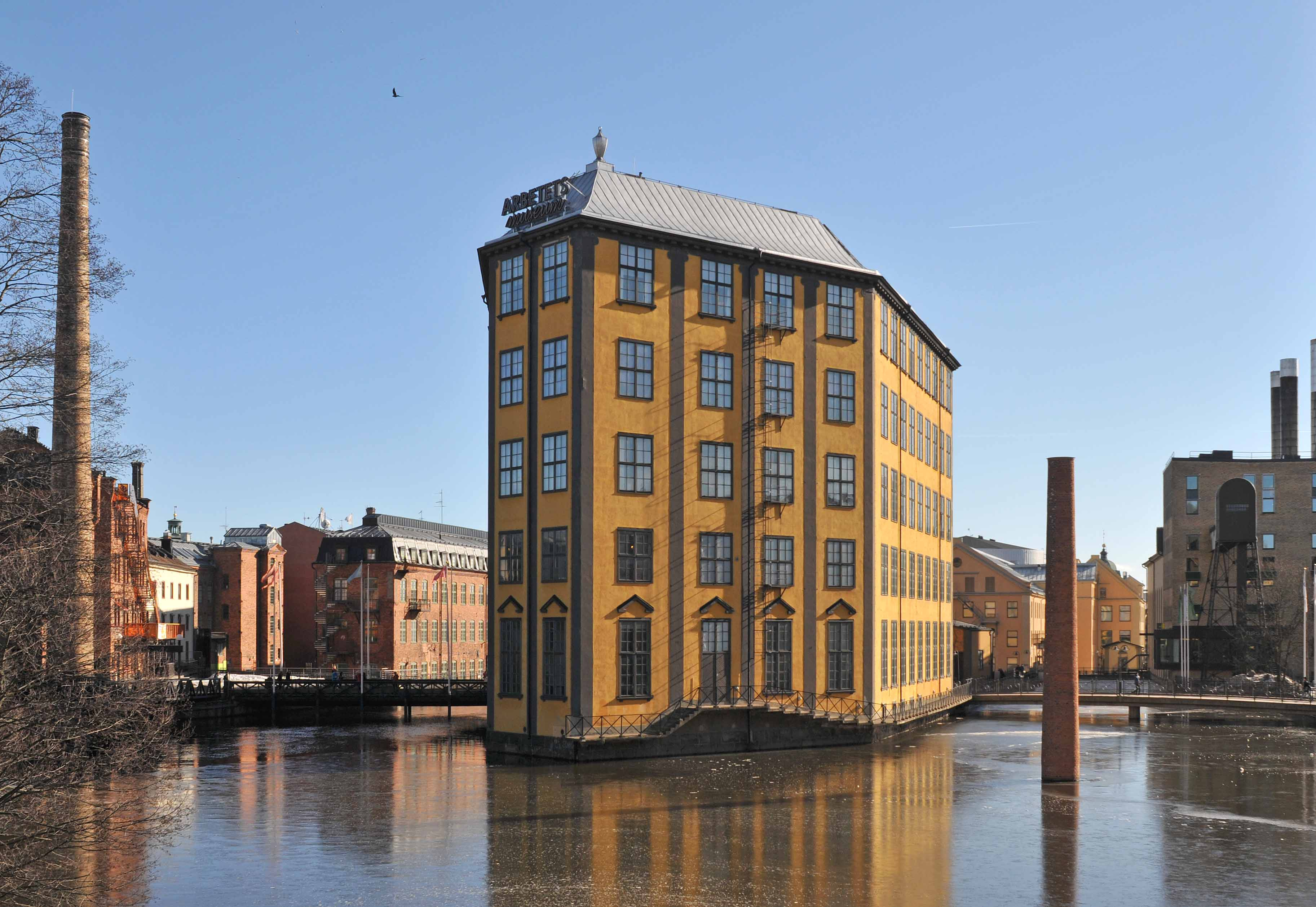
Laxholmen med byggnaden Strykjärnet

Laxholmen är en ö mitt i Motala ström i centrala Norrköping. Den är centrum för industrilandskapet där en gång viktiga industrier för Norrköpings utveckling verkade. I dag återfinns här byggnaderna Strykjärnet där Arbetets museum är inhyst och Strykbrädan med Holmens museum och lokaler tillhörande Linköpings universitet, samt ett mindre torg vid namn Laxholmstorget.